# Мадзарри, Вальтер
Ва́льтер Мадза́рри (итал. Walter Mazzarri; род. 1 октября 1961, Сан-Винченцо, Тоскана) — итальянский футболист и футбольный тренер. Выступал на позиции полузащитника.

## Карьера

### Игровая карьера
Начал карьеру в молодёжном составе клуба «Фиорентина», где за свою игру получил прозвище «Новый Антоньони», однако за основной состав он так и не дебютировал, выступая на правах аренды за клубы «Пескара», «Кальяри», в составе которого дебютировал в серии А, и «Реджана». В 1983 году Мадзарри перешёл в «Эмполи» и провёл в этой команде 5 лет, оказав помощь в первом в истории клуба выходе в серию А в 1985 году. В 1989 году Мацца перешёл в «Ликату». Затем выступал за «Модену», «Нолу», «Виареджо», «Ачиреале» и клуб «Торрес», где завершил свою игровую карьеру в 1995 году.

### Тренерская карьера
Мадзарри начал тренерскую карьеру в клубе «Болонья», где работал ассистентом Ренцо Уливьери, затем, вместе с Уливьери, тренировал «Наполи». В 1999 году Мадзарри начал самостоятельную тренерскую карьеру, возглавив молодёжный состав «Болоньи». В 2001 году он возглавил клуб серии С2, «Ачиреале», с которой занял 9-е место в чемпионате. Затем Мадзарри возглавил «Пистойезе» из серии С1, заняв с клубом 10-е место. Через год Мадзарри работал с клубом серии В «Ливорно», который вывел с третьего места в серию А, что произошло впервые с 1949 года. Однако в клубе Мадзарри не остался и стал главным тренером «Реджины», где провёл 3 сезона. Во время работы в «Реджине» Мадзарри помогал клубу оставаться в серии А. Более того, в 2006 году из-за Кальчополи команда начала первенство с показателем −15 очков (позже уменьшенных до −11 очков), однако Мадзарри смог добиться сохранения прописки в серии А. Благодаря этому результату Мадзарри был признан почётным жителем города Реджо-ди-Калабрия.
31 мая 2007 года Мадзарри подписал двухлетний контракт с клубом «Сампдория». В своём первом сезоне в клубе он привёл команду к шестому месту и завоеванию права на выступления в Кубке УЕФА, несмотря на то, что клуб провёл несколько провальных матчей, включая поражение от «Милана» со счётом 0:5, из-за чего Мадзарри даже был вынужден объясняться с болельщиками, пришедшими на базу команды. Также при нём вернулся в Италию Антонио Кассано. 22 мая 2008 года Мадзарри продлил контракт с «Сампдорией» до 2010 года. В следующем году «Сампдория» выступала неудачно: она весь сезон боролась за выживание в серии А, а также выбыла в 1/16 Кубка УЕФА, проиграв харьковскому «Металлисту», при этом Мацца объявил, что его клуб был слабее украинской команды. При этом большую часть сезона Мадзарри говорил, что его клуб не находится в кризисе и часто после проигранных матчей утверждал, что «Сампдория» в этих играх была сильнее соперника. Единственным достижением клуба в этот период стал выход в финал Кубка Италии, где «Сампдория» проиграла «Лацио» в серии пенальти. 31 мая 2009 года Мадзарри объявил, что покидает «Сампдорию» по окончании сезона, хотя руководство клуба и выражало своё доверие тренеру.
6 октября 2009 года Мадзарри возглавил клуб «Наполи», заменив уволенного Роберто Донадони. Контракт с тренером был подписан до 2011 года с ежегодной заработной платой 1,3 млн евро. В его первой игре «Наполи» победила «Болонью» со счётом 2:1. При нём «Наполи» провёл 13-матчевую беспроигрышную серию, включавшую матчи чемпионата и Кубка Италии, завершившуюся поражением от «Ювентуса». В чемпионате «Наполи» под руководством Мадзарри сыграл 15 матчей без поражений, что всего на 1 игру меньше клубного рекорда, установленного в сезоне 1989/90, когда клуб стал чемпионом. Президент команды, Аурелио Де Лаурентис, сказал, что Мадзарри лучше Моуринью в 10 раз, особенно по игре в атаке. По итогам сезона команда заняла 6 место. После двух подряд ничьих в сезоне 2010/11 Мадзарри сказал, что на клуб оказывается слишком большое давление. К концу календарного года команда набрала отличный ход, вышла из группы в Лиге Европы и заняла третье место в серии А. В сезоне 2012/13 Мадзарри привёл команду из Неаполя к серебряным медалям чемпионата Италии. 20 мая 2013 года Мадзарри объявил о завершении работы с «Наполи» по окончании сезона.
24 мая 2013 года подписал двухлетний контракт с «Интернационале». В миланской команде Мадзарри проработал до 14 ноября 2014-го, когда был уволен из-за неудовлетворительных результатов.
21 мая 2016 года подписал трёхлетний контракт с английским «Уотфордом». После завершения сезона 2016/17 руководство приняло решение о расторжении контракта.
4 января 2018 года назначен главным тренером «Торино». 4 февраля 2020 года, через 2 дня после поражения «Торино» в гостевом матче от «Лечче» (0:4) в 22-м туре Серии A 2019/20, расторг контракт с клубом по обоюдному согласию.
15 сентября 2021 года назначен главным тренером «Кальяри». Контракт подписан до 30 июня 2024 года. 2 мая 2022 года, через 2 дня после матча 35-го тура Серии А 2021/22 «Кальяри» — «Эллас Верона» (1:2), был освобождён от должности.

## Достижения тренера

### Командные
Наполи
- Обладатель Кубка Италии: 2011/12

### Личные
- Награда Энцо Беарзота[англ.]: 2012[28]